# Sinzenich

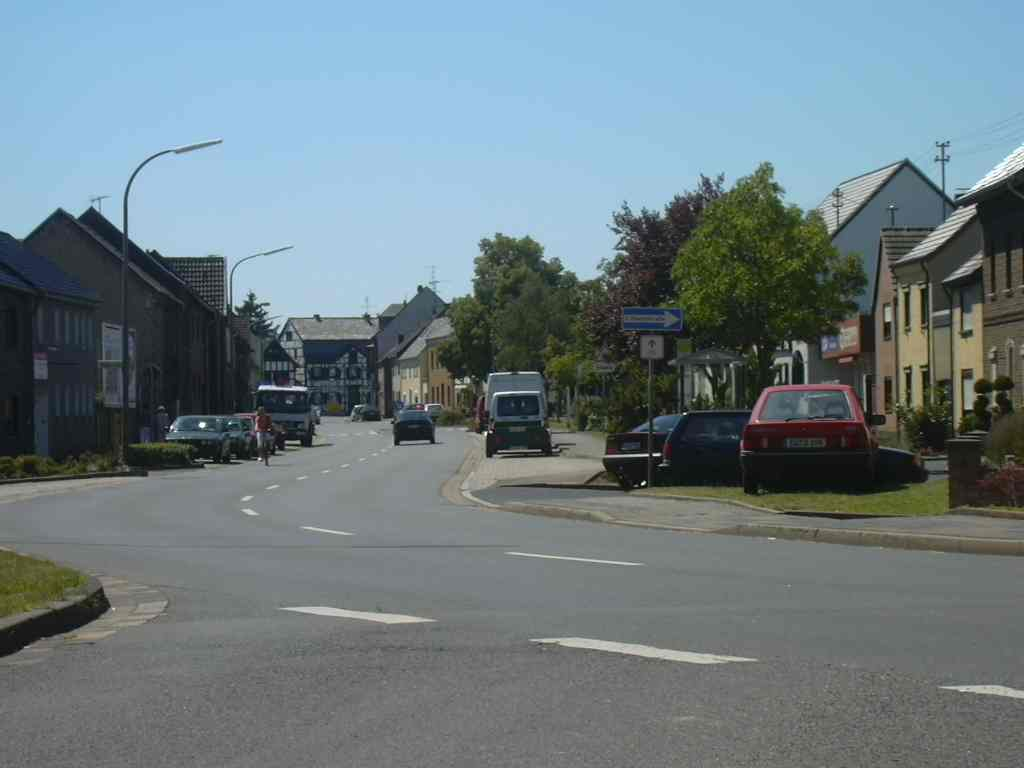
Ortsdurchfahrt

Sinzenich ist ein Stadtteil von Zülpich im Kreis Euskirchen in Nordrhein-Westfalen. Ortsvorsteher ist Josef Heinrichs.

## Lage
Sinzenich liegt in der Zülpicher Börde. Durch den Ort fließen der Rotbach, der Marienbach und der Mühlenbach. Weitere Nachbarorte sind Linzenich, Merzenich, Floren und Schwerfen. Sinzenich liegt auf 175 m ü. NHN. Durch den Ort verlaufen
- die Landesstraße 178,
- die Kreisstraßen 30 und 31 und
- die Bundesstraße 477.

## Geschichte

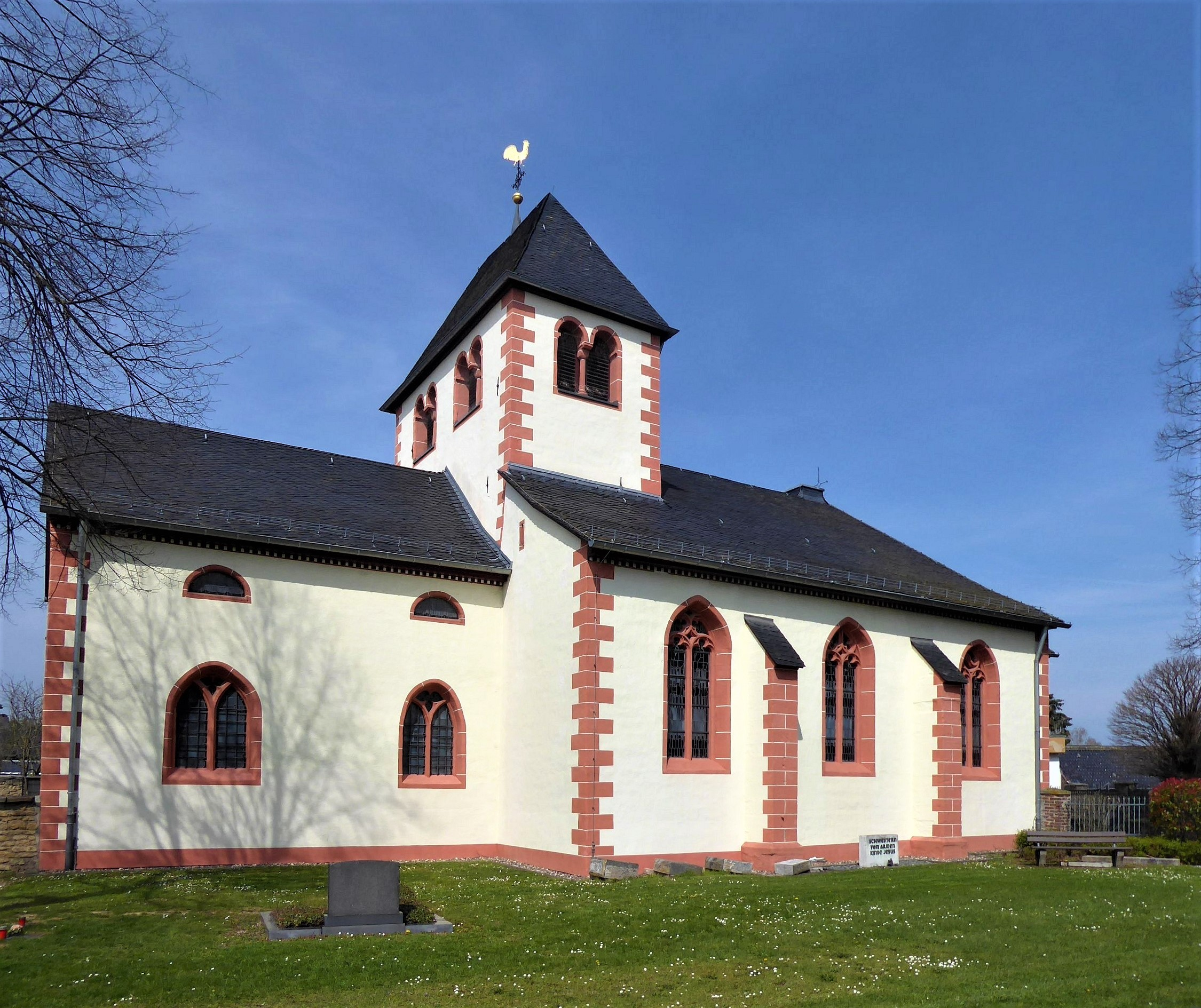
Kirche St. Kunibert

Bereits vor etwa 3000 Jahren siedelten sich in Sinzenich die Kelten an. Aber auch ein römischer Siedlungsplatz ist nachgewiesen. Im Jahr 1897 wurde ein Matronenaltar der Matronae Tummaestae gefunden. Die Kirche St. Kunibert steht auf den Fundamenten einer „villa rustica“. Dieses Landhaus gehörte einem Gallo-Römer mit dem Namen Sentinius und mit der keltischen endung -(i)acum, d. h. Sentiniacum, woher sich der heutige Ortsname ableitet.
Die erste Erwähnung Sinzenichs findet sich in einer Urkunde von Otto I. aus dem Jahre 948. 1031 wurde in Sinzenich schon eine eigene Kirche genannt. St Kunibert ist heute eines der ältesten Bauwerke im Rheinland. Sie liegt im Zentrum des mittelalterlichen Ortskernes und besitzt eine außergewöhnliche Form. Diese entstand durch die Überbauung einer römischen Villa mit einer frühmittelalterlichen Saalkirche. Der querrechteckige Turm wurde um 1200 auf römischen Mauerwänden errichtet. Der etwas nach Osten abgewinkelte quadratische Chor stammt aus der 1. Hälfte des 13. Jahrhunderts. Um 1500 wurde das Langhaus neu errichtet. Seit 1986 steht sie unter Denkmalschutz. Nach der Burg Sinzenich nannte sich ein Rittergeschlecht, das schon im 13. Jahrhundert vorkam. Sinzenich war seit 1500 eine Unterherrschaft im Herzogtum Jülich. 1895 wurde die Burg vom Blitz getroffen und durch das daraus entstandene Feuer eingeäschert. Neben der alten Schule steht ein Kloster aus dem 15. Jahrhundert, in dem erst Franziskaner, dann Nonnen aus Mariaweiler wohnten. Heute ist ein Teil davon als Wohnhaus erhalten.
Schulbetrieb hat es schon um 1600 in Sinzenich gegeben. 1867 wurde ein Schulgebäude gebaut, welches 1955 ersetzt wurde. Eine Erweiterung der Schule erfolgte 1997. Hier ist eine Grundschule untergebracht. Im frühen 19. Jahrhundert gab es im Ort acht Tuchfabriken. Aus einer dieser Fabriken entstand die heutige Papierfabrik Sinzenich, die als Zweigstelle eines großen Unternehmens seit 150 Jahren in Betrieb ist und Altpapier wiederaufarbeitet. In der Gartenstraße zeugt heute noch ein Judenfriedhof von der Anwesenheit von Juden vor dem Zweiten Weltkrieg.
Durch die kommunale Neuordnung des Kreises Euskirchen, die am 1. Juli 1969 in Kraft trat, gehört Sinzenich zur Stadt Zülpich.

## Wirtschaft und Infrastruktur
Der Ort liegt im Verbundraum des Verkehrsverbundes Rhein-Sieg (VRS). Die Busse der RVK fahren mit der Linie 810 auf ihrer Strecke von Euskirchen nach Schwerfen durch den Ort. Die Buslinie 774 verbindet als Citybus Zülpich den Ort u. a. mit der Innenstadt Zülpich und dem Zülpicher Bahnhof.
| Linie | Verlauf |
| ----- | --- |
| 774   | Citybus Zülpich: Zülpich Bf – Zülpich Münstertor/Zentrum – Hoven – Seepark – Lövenich – Linzenich – Sinzenich – Schwerfen |
| 810   | Euskirchen Bf – Euenheim – Wißkirchen – Enzen – (Linzenich – Lövenich – Sinzenich –) Schwerfen                            |

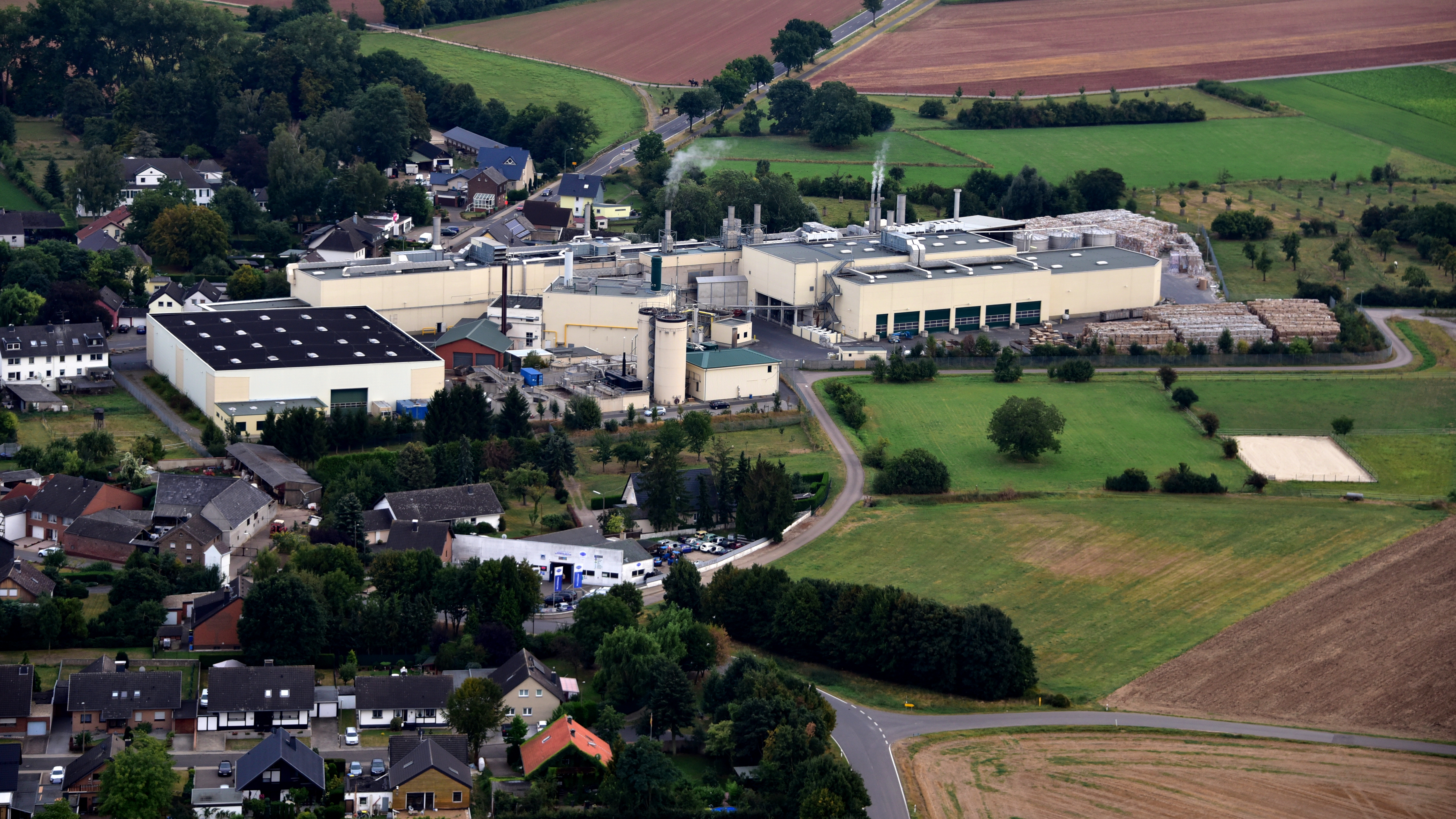
Sinzenich, Papierfabrik Tillmann, Luftaufnahme (2016)

- Der größte Arbeitgeber in Sinzenich ist die Papierfabrik Tillmann, deren Hauptsitz im Sundern (Sauerland) liegt.
- Weitere Einrichtungen sind: städtischer Kindergarten „Springmäuse“, ärztliche Gemeinschaftspraxis, Zahnarzt, Metzgerei mit Bäckerei und Café.
- Im Jahre 2008 ersetzte der rollende Markt von „Heiko“ den bis dahin existenten „Tante-Emma-Laden“.